# Східне наріччя словацької мови

Карта наріч у Словаччині (1968):
Східне наріччя словацької мови.
• Південно-західна група:
23) списький говір:
23a) лучивнянська говірка,
23b) говірка західного Спишу,
23c) гнилецька говірка,
23d) говірка середнього Спишу;
24) говір південно-східного Спишу й південно-західного Шаришу;
25) абовський говір:
25a) абовська говірка,
25b) західноабовська говірка.
• Середня група:
26) шариський говір:
26a) говір середнього Шаришу,
26b) говір північного Шаришу;
27) земплинський говір.
• Східна група:
28) ужанський говір;
29) сотацький говір.

Схі́дне нарі́ччя слова́цької мо́ви (також східнослова́цький діале́кт, словац. východoslovenské nárečia, východoslovenský dialekt, makroareál východoslovenských nárečí, východná slovenčina, východoslovenčina) — одне з трьох наріч словацької мови, поширене в східній частині словацького мовного ареалу. У складі східнословацького наріччя або східнословацької діалектної групи виділяють абовські, земплинські, сотацькі, спиські, ужанські й шариські говори. Східословацький діалект найвідокремленіший від інших словацьких діалектів як лексично, так і фонетично, він більше, аніж інші словацькі діалекти, зазнав зовнішньомовних впливів (із сусідніми говорами малопольського діалекту, із західноукраїнськими говірками та з угорською мовою).
Східнословацькому діалектові притаманне поширення таких мовних рис, що належать головно до фонетики та морфології, як-от наявність roT-, loT- на місці праслов'янських сполук *orT-, *olT- не під акутовим наголосом, наявність на місці первісного носового після губних приголосних у короткому складі голосної /e/, у довгому складі ― /ɪ̯a /, парокситонічний наголос (завжди падає на передостанній склад), відсутність довгих голосних тощо.
На основі різних говорів східнословацького діалекту, починаючи з XVIII ст., робили спроби створити літературну норми, відому як східнословацька мова (мікромова), що так і не ввійшла в ужиток (у 1 пол. XX ст. видавати літературу цією мовою припинили).